# Bluewater (Arizona)
Bluewater es un lugar designado por el censo ubicado en el condado de La Paz en el estado estadounidense de Arizona. En el Censo de 2010 tenía una población de 725 habitantes y una densidad poblacional de 117,37 personas por km².

## Geografía
Bluewater se encuentra ubicado en las coordenadas 34°10′14″N 114°15′46″O / 34.17056, -114.26278. Según la Oficina del Censo de los Estados Unidos, Bluewater tiene una superficie total de 6.18 km², de la cual 5.38 km² corresponden a tierra firme y (12.91%) 0.8 km² es agua.

## Demografía
Según el censo de 2010, había 725 personas residiendo en Bluewater. La densidad de población era de 117,37 hab./km². De los 725 habitantes, Bluewater estaba compuesto por el 74.21% blancos, el 0.28% eran afroamericanos, el 9.93% eran amerindios, el 1.38% eran asiáticos, el 0% eran isleños del Pacífico, el 9.79% eran de otras razas y el 4.41% pertenecían a dos o más razas. Del total de la población el 15.17% eran hispanos o latinos de cualquier raza.